# Ocholissa vidua
Ocholissa vidua là một loài bọ cánh cứng trong họ Salpingidae. Loài này được Arrow miêu tả khoa học năm 1927.